# スウェーデンリレー
スウェーデンリレー(英語: Swedish relay)とは、陸上競技のリレー種目の一つ。第1走者100m、第2走者200m、第3走者300m、第4走者400mの計1000mを4人で走りタイムを競う競技。

## 解説
本来、陸上種目や水泳種目で各走者・各泳者の距離または走法・泳法が等しくない混合リレーをメドレーリレーといいスウェーデンリレーもメドレーリレーの一種である。陸上競技の大会や運動会等では「スウェーデンリレー」と呼ばれていることが多いが、大会によっては「1000mR」や「メドレーリレー」など名称は様々である。
第一走者から順に100m-200m-300m-400m、計1000mを4人で走り、このタイムを競う。世界選手権や日本選手権での実施はなく、主に学校の体育祭や大学の記録会などで行われる。
1910年代にスウェーデンで人気があった100m・200m・300m・400mの「1000mメドレーリレー」のことを、発祥の地の国名を採って「スウェーデンリレー」と呼称するようになった。
なお、陸上のメドレーリレーのうち、スウェーデンリレーでは第1走者100m、第2走者200m、第3走者300m、第4走者400mの計1000mを4人で走るが、第1走者200m、第2走者400m、第3走者800m、第4走者200mの計1600mを4人で走る形式は俗にオリンピックリレーと呼ばれた。

## 記録

### 男子
| 記録         | タイム    | 名前                                   | 所属                   | 日付           | 大会名                            | 場所                        |
| ------------ | --------- | -------------------------------------- | ---------------------- | -------------- | --------------------------------- | --------------------------- |
| 日本         | 1分48秒27 | 川畑伸吾・朝原宣治・田端健児・小坂田淳 | 日本選抜B              | 2001年9月15日  | スーパー陸上2001横浜              | 横浜国際・日本              |
| 日本ジュニア | 1分54秒58 | 須田隼人・勝嵜大輝・森雅治・濱井涼介   | 川崎橘高等学校・神奈川 | 2012年11月18日 | 神奈川県高校混成等記録会          | 小田原・日本                |
| 日本ユース   | 1分50秒52 | 小田大樹・永田駿斗・山木伝説・油井快晴 | 日本ユース選抜         | 2013年7月14日  | 第8回世界ユース陸上競技選手権大会 | RSCオリンピスキ・ウクライナ |
| 高校         | 1分54秒58 | 須田隼人・勝嵜大輝・森雅治・濱井涼介   | 川崎橘高等学校・神奈川 | 2012年11月18日 | 神奈川県高校混成等記録会          | 小田原・日本                |
| 中学（選抜） | 1分57秒4  | 吉岡哲司・山田真利・松岡紳介・和田篤   | 神戸市選抜・兵庫       | 1994年10月10日 | 神戸リレーカーニバル              | 王子・日本                  |
| 中学         | 2分01秒03 | 大路凌雅・松本侑也・松本拓巳・山田翼   | 加古川中学校・兵庫     | 2014年8月2日   | 兵庫西播中学リレー                | 太子・日本                  |

### 女子
| 記録         | タイム    | 名前                                     | 所属                   | 日付           | 大会名                            | 場所                             |
| ------------ | --------- | ---------------------------------------- | ---------------------- | -------------- | --------------------------------- | -------------------------------- |
| 日本         | 2分05秒59 | 名倉千晃・小林茉由・青山聖佳・松本奈菜子 | 実業団                 | 2021年7月17日  | 実業団・学生対抗陸上              | レモンガススタジアム平塚・神奈川 |
| 日本ジュニア | 2分12秒38 | 阪口恵里香・板垣瑛子・崎山綾華・米田和   | 東大阪大敬愛高校・大阪 | 2006年10月22日 | 第26回レディース陸上競技大会      | 瑞穂公園・愛知                   |
| 日本ユース   | 2分07秒61 | 中村水月・青山聖佳・藤森菜那・松本奈菜子 | 日本ユース選抜         | 2013年7月14日  | 第8回世界ユース陸上競技選手権大会 | RSCオリンピスキ ウクライナ       |
| 高校         | 2分12秒38 | 阪口恵里香・板垣瑛子・崎山綾華・米田和   | 東大阪大敬愛高校・大阪 | 2006年10月22日 | 第26回レディース陸上競技大会      | 瑞穂公園・愛知                   |
| 中学         | 2分20秒30 | 井上海咲・溝端萌夏・堂本鈴華・佐藤安彩   | 美原中学校・大阪       | 2016年9月3日   | 堺市中学総体                      | 金岡公園・大阪                   |